# Uncle Anesthesia
Uncle Anesthesia es el quinto álbum de estudio de los Screaming Trees, banda de grunge originaria de Ellensburg, ciudad cercana a Seattle, considerada casi unánimemente como cuna del movimiento grunge. El disco fue editado el 29 de enero de 1991 en el sello Epic Records, y contiene dos de las cuatro canciones que aparecían en el anterior EP de la banda, Something About Today: "Uncle Anesthesia" y "Ocean of Confusion". Este trabajo fue grabado en junio de 1990, convirtiéndose en el último de la banda con Mark Pickerel en la batería, siendo sustituido poco después por Barrett Martin.
El disco fue producido por el afamado productor de heavy metal Terry Date junto con el vocalista de Soundgarden, Chris Cornell. A pesar de la potente discográfica que tenían a sus espaldas, el disco no logró grandes ventas más allá de las de los fanes de toda la vida. Sin embargo, "Bed of Roses" fue editado como sencillo convirtiéndose en un éxito menor en las estaciones de radio estadounidenses.

## Lista de canciones
| #  | Canción                 | Duración | Compositores                              |
| -- | ----------------------- | -------- | ----------------------------------------- |
| 01 | "Beyond This Horizon"   | 4:13     | Mark Lanegan, Gary Lee Conner             |
| 02 | "Bed of Roses"          | 3:02     | Mark Lanegan, Gary Lee Conner, Van Conner |
| 03 | "Uncle Anesthesia"      | 3:52     | Mark Lanegan, Gary Lee Conner, Van Conner |
| 04 | "Story of Her Fate"     | 1:41     | Mark Lanegan, Gary Lee Conner             |
| 05 | "Caught Between"        | 5:03     | Mark Lanegan, Gary Lee Conner, Van Conner |
| 06 | "Lay Your Head Down"    | 3:32     | Mark Lanegan, Gary Lee Conner             |
| 07 | "Before We Arise"       | 2:26     | Mark Lanegan, Gary Lee Conner             |
| 08 | "Something About Today" | 3:02     | Mark Lanegan, Gary Lee Conner             |
| 09 | "Alice Said"            | 4:11     | Mark Lanegan, Gary Lee Conner             |
| 10 | "Time for Light"        | 3:50     | Mark Lanegan, Gary Lee Conner             |
| 11 | "Disappearing"          | 3:12     | Mark Lanegan, Gary Lee Conner             |
| 12 | "Ocean of Confusion"    | 3:05     | Mark Lanegan, Gary Lee Conner             |
| 13 | "Closer"                | 5:48     | Mark Lanegan, Gary Lee Conner             |

## Formación
- Mark Lanegan - Voz
- Gary Lee Conner - Guitarra y coros
- Van Conner - Bajo y coros
- Mark Pickerel - Batería
- Chris Cornell - Productor y coros
- Terry Date - Productor y coros
- Scott Miller - Coros
- Jeff McGraph - Trompeta

## Posicionamiento
Sencillos - Billboard (Norteamérica)
| Año  | Sencillo       | Lista              | Posición |
| ---- | -------------- | ------------------ | -------- |
| 1991 | "Bed of Roses" | Modern Rock Tracks | 23       |

- Datos: Q1083407